# Goigs a sant Fèlix
Els Goigs a llaor del gloriós sant Fèlix màrtir (o simplement Goigs a sant Fèlix) són una composició dedicada a Fèlix de Roma, el compatró de Vilafranca del Penedès. Es tracta d'uns goigs que es canten a la basílica de Santa Maria, església on es veneren les relíquies del sant, el dia de Sant Fèlix (30 d'agost) i durant la seva novena (des del 22 d'agost).

## Història
La composició actual és una adaptació de Francesc de Paula Bové de 1905 a partir de la partitura original de Josep Badia del 1857. L'any 2004, gràcies al doctor Blas Coscollar —que recuperà la partitura— i Bernat Rövenstrunk —que la transcrigué— el Servei de Cultura de l’Ajuntament de Vilafranca va poder recuperar la partitura original de Josep Badia.
A partir d'aquesta partitura, Pere Lluís Biosca en feu una revisió i una nova edició separada per veus i per instruments de l'orquestra. Així doncs, la nova partitura també inclou veus femenines (tot i que originalment estava pensada per veus blanques) i instruments de vent i corda com en la partitura original.

## Lletra
Els Goigs a sant Fèlix expliquen la vida de sant Fèlix, el seu martiri i el trasllat de les seves relíquies a Vilafranca on aconseguí fer ploure després d'una sequera. Té l'estructura habitual dels goigs. És a dir, una estrofa que es repeteix a l'inici i al final; i que inclou la tornada (que es repeteix al final de cada estrofa) en els dos darrers versos:
| « | Puix per nostre protector el Cel volgué destinar-vos, als que vénen a implorar-vos, Fèlix, deu vostre favor. | » |

Després d'aquesta primera estrofa el text està format per dotze estrofes de sis versos heptasíl·labs. La lletra comença amb la narració del naixement de Fèlix a Roma i la descripció de la seva vida com a bon cristià:
| « | A Roma on vós nasquéreu vostra virtut augmentava tant, que fins espant causava la santedat que adquiríeu. Confonent el gran error d’una adoració envilida. | » |

Seguidament, s'hi descriu com és cridat per l'emperador pel fet de professar el cristianisme i el seu posterior martiri:
| « | El tirà que s'ofenia davant vostre sagrat culte a son simulacre inculte vos féu portar amb porfídia perquè víctima d’amor quedés vostra fe rendida. […] Vingué el més bàrbar deliri venjativa impaciència arribà vostra innocència en el més sagnant martiri volent ser del Creador víctima sacrificada. | » |

Finalment, els Goigs narren el trasllat de les seves relíquies segles més tard a Vilafranca on feu ploure després d'un llarg període de sequera:
| « | Segles sencers de descans catorze a Roma i després logrà qui humil ho pregués tenir l’Església abans portada al coll de l’honor relíquia venerada. […] Quan amb cadenats tancades estan en el cel les portes vostre empar les obre fortes plouen espigues daurades i del camp és vostre ardor ferma pluja accelerada. | » |

Després dels Goigs és habitual que l'orgue toqui peces musicals no religioses —conegut com a llibertats d'orgue— on inclogui melodies del seguici festiu com la Dansa del Foc del Drac o el Toc de Castells.